# St. Johannes Evangelist (Wäschenbeuren)

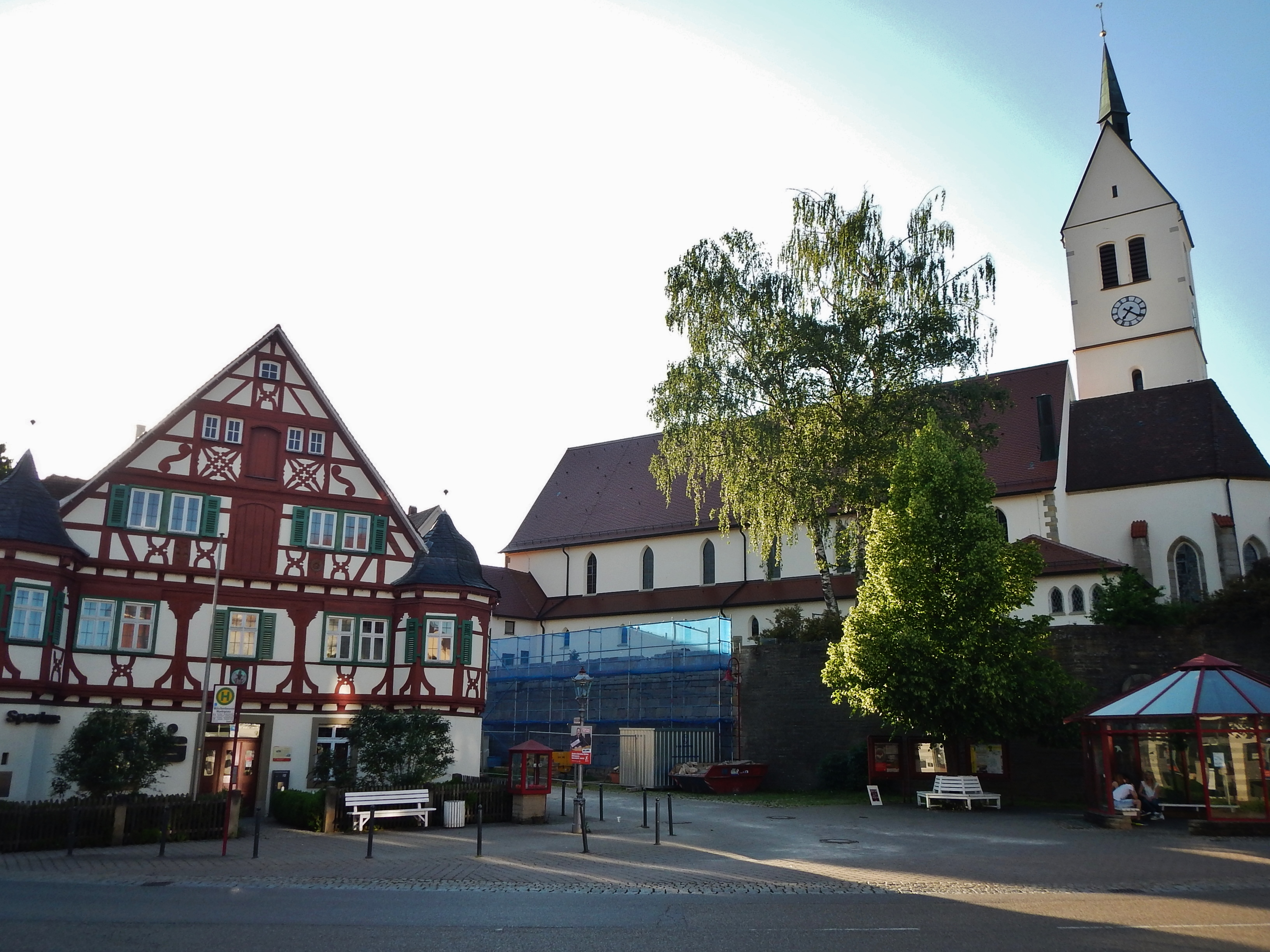
St. Johannes Evangelist in Wäschenbeuren

Die römisch-katholische Pfarrkirche St. Johannes Evangelist ist ein geschütztes Kulturdenkmal unter der Nr. 101.002 nach dem Denkmalschutzgesetz. Sie steht in Wäschenbeuren, einer Gemeinde im Landkreis Göppingen in Baden-Württemberg. Die Kirchengemeinde gehört zur Diözese Rottenburg-Stuttgart.

## Beschreibung
Die 1504–07 gebaute Saalkirche besteht aus einem Langhaus, das 1936/37 vergrößert wurde, einem eingezogenen, dreiseitig geschlossenen, von Strebepfeilern gestützten Chor im Osten und einem Chorflankenturm an der Nordwand des Chors, der quer mit einem Satteldach bedeckt ist, aus dem sich ein Dachreiter erhebt. Das oberste Geschoss beherbergt die Turmuhr und den Glockenstuhl. In der Fassade im Westen befindet sich das Portal.
Die Orgel wurde 2022 eingeweiht.